# Zacharias Anthonisse
Zacharias Anthonisse O.F.M.Cap. (Haarlem, 12 mei 1906 – Nijmegen, 11 november 1985), geboren als Jacobus Maria (Ko) Anthonisse, was een Nederlands Kapucijner pater en hoogleraar theologie aan de Katholieke Universiteit van Nijmegen.
Als onderdeel van plannen van het Vaticaan om Rusland te bekeren, en de Russisch-orthodoxe en rooms-katholieke kerken te verenigen hield pater Zacharias zich al ver voor de Tweede Wereldoorlog bezig met "Oosters werk". Hij was een van de paters die rond 1930 waren opgeleid om als missionaris naar Rusland te gaan, zodra er een einde zou komen aan het communistische bewind. Ter voorbereiding van die missie had pater Zacharias enige tijd een parochie in Narva (Estland), maar na de bezetting van Estland door de Sovjet-Unie in 1944 moest hij vertrekken.
Na de oorlog werkte pater Zacharias in München met vluchtelingen uit Oost-Europa, die gevlucht waren naar het westen.
Pater Zacharias werd in 1949 aangesteld als hoogleraar theologie aan de universiteit van Nijmegen. Hij verzorgde daar tevens lessen in de Russische taal, en ging als priester voor in de liturgie van de Oosterse kerken in Nijmegen. Daarmee was hij de grondlegger van de gemeenschap van Katholieken van de Byzantijnse ritus, toegewijd aan de Blijde Boodschap aan Maria. De gemeenschap had vanaf 1956 een eigen kapel op de zolder van een lagere school, en nadat die school in 1988 werd gesloopt gebruikt men de kapel van een zusterklooster aan de Dobbelmanweg in Nijmegen. Pater Zacharias was toen overigens al overleden.

## Publicaties
- Wat heeft Paulus VI van het concilie verwacht? (onbekend)[2]
- Rome en het onorthodoxe Oosten na Negen Eeuwen Scheiding (1949)[3] - Redevoering bij ambtsaanvaarding.
- Communistische vreedzame coëxistentie : schijn of werkelijkheid? (1963)[4]
- Marxistische infiltratie in de katholieke kerk (1973)[5]
- F.M. Dostojevskij : Rusland, socialisme, christendom (1976)[4]